# 劉鳴煒
劉鳴煒，GBS，JP（1980年8月26日—），生于英属香港，籍貫廣東潮州潮安縣，香港商人刘銮雄长子，現任華人置業董事会主席、智經研究中心副主席。

## 生平
劉鳴煒早年就讀漢基國際學校，為該校1998年的校友。他先後取得倫敦國王學院法律學士學位及倫敦政治經濟學院法律碩士學位。之後他返回國王學院攻讀博士，於2007年成功取得法律哲學博士學位。他於2001年登記成為美國紐約州註冊律師，亦擁有特許財務分析師（CFA）資格。畢業後曾在倫敦高盛及Longview Partner任職。
2006年，劉鳴煒返回香港，進入其父劉鑾雄持有的華人置業，擔任投資者關係經理，2006年12月15日進入華置董事局，代替其叔父劉鑾鴻擔任執行董事，其後出任華置旗下上市公司金匡（港交所：0286）主席一職。2008年10月31日，他以陪伴妻子待產為理由，辭任華人置業執行董事職位，轉任為非執行董事。於2010年12月4日被委任為該公司董事會副主席。 
2010年3月，劉鳴煒聯同香港青聯主席陳仲尼以及立法會議員梁君彥兒子梁宏正，籌辦第一屆「香港精神大使」的選舉。2010年11月，成為中央政策組非全職顧問及關愛基金督導委員之一。2011年1月出任健康與醫療發展諮詢委員會成員。2014年7月任香港海洋公園董事局副主席。2014年11月，獲香港政府委任為第二屆扶貧委員會成員。2015年1月，獲香港政府委任為策略發展委員會成員。2015年3月，獲香港政府委任為青年事務委員會主席。2015年8月，獲香港政府委任為青年發展委員會副主席。2020年7月出任香港海洋公園董事局主席，任期至2022年6月底。

## 個人生活
劉鳴煒是劉鑾雄與已故元配寶詠琴的長子，他有一位妹妹名叫劉秀融，叔叔是劉鑾鴻，姑姑是刘玉珍和刘玉慧，舅舅是寶德銘和宝德志，姨妈是宝咏华和宝咏娴。
劉鳴煒於2001年在英國結婚，妻子Wendy為其大學同學，英國華僑，2008年生有一對龍鳳胎。2010年末两人宣布和平離婚。
2010年3月17日，劉鑾雄送给劉鳴煒一架私人飛機，而且大劉說兒子小劉會開飛機。
劉鳴偉於2020年10月2日，被傳媒揭露與一名比自己年輕十年的青年企業家簡雪忻相戀，女方更已進駐劉鳴偉的豪宅，與劉鳴偉同居數月。據知，兩人於2016年因參加香港電台真人實境秀電視節目《我係乜乜乜》而結緣。

## 榮譽
- 北京大學名譽校董（2007年）
- 非官守太平绅士（2010年）
- 香港城市大學榮譽院士（2012年）
- 銅紫荊星章（2013年）
- 香港教育大學榮譽社會科學博士學位（2014年）[16]
- 香港科技大學榮譽院士（2016年）
- 金紫荊星章（2017年）
- 四川省政協委員
- 香港電台真人實境秀電視節目《我係乜乜乜》選舉中，獲得「男神」稱號（2016年）[17]

## 以他命名的事物
- 劉鳴煒學術樓：香港城市大學於2016年8月12日將學術樓（三）命名為「劉鳴煒學術樓」(英語：Lau Ming Wai Academic Building)，以感謝劉鳴煒及其家人對城大的支持和慷慨捐助。[18]
- 劉氏中國研究院：2012年2月，劉鳴煒向母校倫敦國王學院捐款600萬英鎊，專項用於資助國王學院的中國研究院(King's China Institute)。而根據國王學院2月16日發布的公告稱，該大學為了表達感謝，將中國研究院更名為“劉氏中國研究院”(英語：Lau China Institute)。[19]

## 資料來源
1. ↑  Kevin Sinclair.  4. Who's Who in Hong Kong Ltd.、Asianet Information Services Ltd. 1988: 222.
2. ↑  寶文鴻訃聞. 華僑日報. 1988-06-19. 第一張第二頁.
3. ↑  Lau, Ming Wai, The economic structure of trusts : towards a property-based approach, 348 leaves, Thesis (PhD): University of London, 2007.
4. ↑  .   [2008-11-01]. （原始内容存档于2008-10-30）.
5. ↑  28歲劉鳴煒 曾任金匡主席 （页面存档备份，存于） 明報，2008年10月31日
6. ↑  劉鑾雄子突辭執董 （页面存档备份，存于） 明報，2008年10月31日
7. ↑  劉鑾雄長子突辭任華置執董 （页面存档备份，存于） 蘋果日報，2008年11月1日
8. ↑  香港華人置業執行董事劉鳴煒突辭職震驚證券界 （页面存档备份，存于） 中國新聞網，2008年10月31日
9. ↑  
劉鳴煒升任華置副主席 蘋果日報，2010年12月02日
10. ↑  行政長官委任第二屆扶貧委員會成員 （页面存档备份，存于） 新聞公報，2014年11月28日
11. 1 2  . 香港電台. 2020年6月26日  [2020年6月26日]. （原始内容存档于2020年6月28日）.（繁體中文）
12. ↑  劉鳴煒九年婚姻觸礁 蘋果日報，2010年12月08日
13. ↑  重蹈大劉寶詠琴宿命　驚爆劉鳴煒分居一年搞離婚 （页面存档备份，存于） 忽然1周 802期， 2010年12月14日
14. ↑  . 壹週刊. 2020-10-02  [2020-10-09]. （原始内容存档于2020-10-25）.
15. ↑  教院頒授榮譽博士予四位傑出人士 （页面存档备份，存于） 香港教育學院，2014-11-14
16. ↑  .   [2019-04-07]. （原始内容存档于2019-04-07）.
17. ↑  .   [2019-04-07]. （原始内容存档于2017-10-18）.
18. ↑  King's China Institute receives £6m donation （页面存档备份，存于），King's College 2012年2月16日。